# كريس ليلي
كريستوفر دانيال ليلي (بالإنجليزية: Chris Lilley)‏ الشهير بكريس ليلي (من مواليد 10 نوفمبر 1974 في سيدني، أستراليا) هو ممثل، ومنتج تلفزيوني، وموسيقي ومذيع وكاتب أسترالي.

## وصلات خارجية
- كريس ليلي على موقع IMDb (الإنجليزية)
- كريس ليلي على موقع ميوزك برينز (الإنجليزية)
- كريس ليلي على موقع قاعدة بيانات الفيلم (الإنجليزية)